# Osiedle Maltańskie

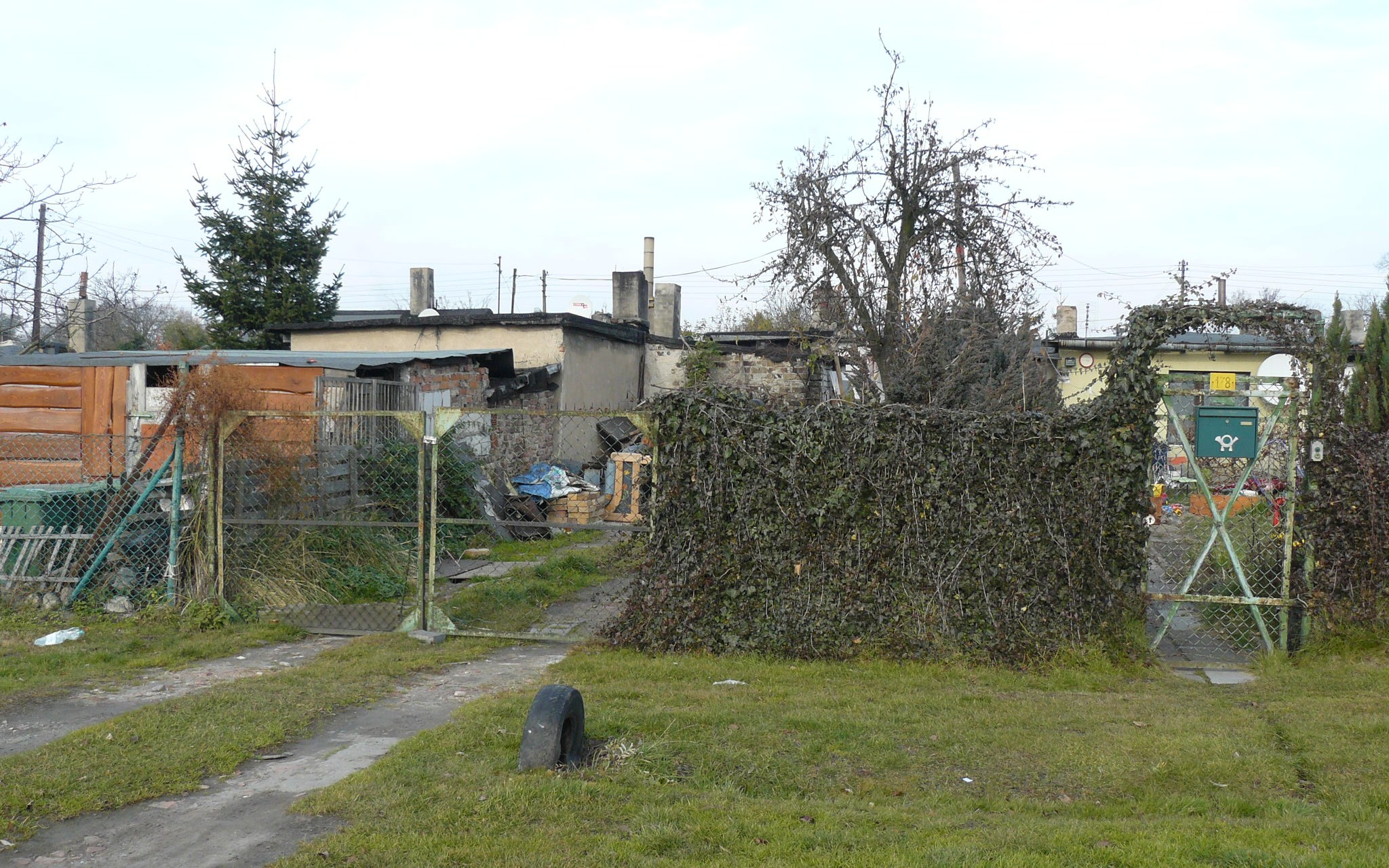
Widok od południa

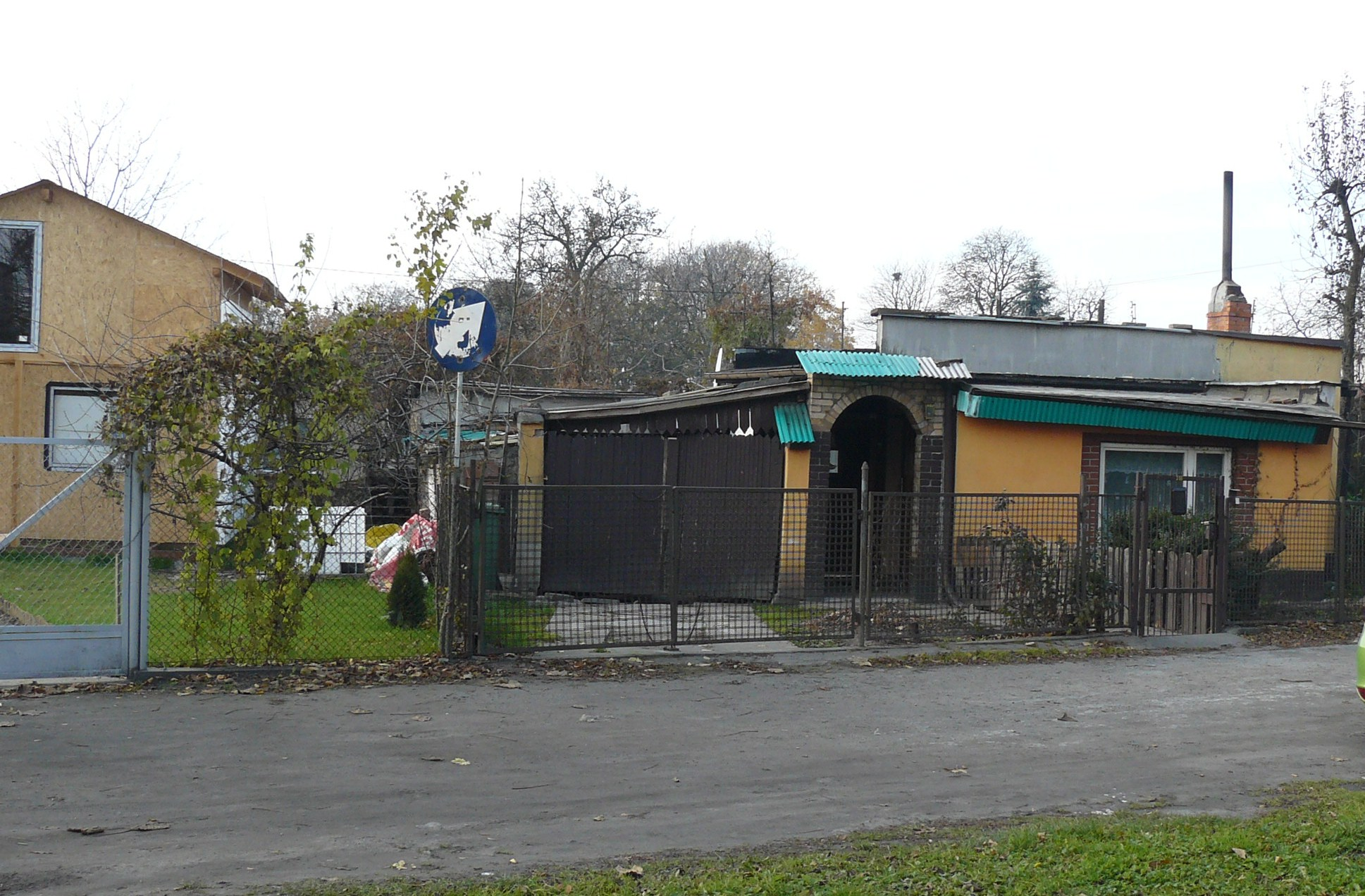
Część przy ul. Krańcowej

Osiedle Maltańskie (inne nazwy: Osiedle Wolność, „Ameryka”) – część poznańskiej Malty, znajdująca się w jej północnym rejonie. Zlokalizowane w obrębie osiedla samorządowego Warszawskie-Pomet-Maltańskie. Ograniczona ulicami: Warszawska (od północy) – Krańcowa (od wschodu) – Grodzieńska – Termalna. Osiedle zajmuje powierzchnię ok. 0,2 km², będąc podzielone na 290 parceli (działek ewidencyjnych).

## Lokalizacja
Od wschodu z osiedlem sąsiaduje osiedle budynków jednorodzinnych – Czekalskie. Od północy z osiedlem sąsiaduje osiedle wielorodzinne – Osiedle Pomet. Od północnego wschodu sąsiaduje osiedle domów jednorodzinnych – Osiedle Warszawskie. W przeszłości zachodnią stroną przepływał Strumień Świętojański (nieistniejący).

## Historia i zabudowa
Od połowy XII w. grunty te stanowiły własność zakonu Joannitów. Po dokonanej w 1832 r. przez władze pruskie kasacie zakonu, obszar przekazano diecezji poznańskiej, która utworzyła na nich parafię. Budowę osiedla domów jednorodzinnych rozpoczęto w 1931 r., gdy właściciel nieruchomości – parafia św. Jana Jerozolimskiego, wydzierżawiła Związkowi Towarzystw Ogródków Działkowych ok. 15 ha ziemi na potrzeby najuboższych. W okresie PRL - wbrew prawu - utworzono tu pracownicze ogródki działkowe. Do 1 stycznia 1994 teren ten funkcjonował pod nazwą Pracownicze Ogródki Działkowe (POD) „Wolność”. W wyniku wyroków sądów wszystkich instancji nieruchomość została odzyskana przez parafię św. Jana Jerozolimskiego i przekazana w zarząd Kurii Metropolitalnej w Poznaniu. Osiedle składa się przede wszystkim z domów wolnostojących, wznoszonych w technologiach tymczasowych, a później chaotycznie rozbudowywanych z użyciem trwalszych budulców. Budynki mieszkalne, gospodarcze i garaże są usytuowane w ogrodach warzywno-owocowych i rekreacyjnych. Zabudowa osiedla była rozwijana i obecnie osiągnęła w niektórych przypadkach względnie wysoki standard.
Drogi osiedlowe w większości są nieutwardzone. Część wodociągów pochodzi z lat 30. XX w., reszta była zbudowana po II wojnie światowej przez mieszkańców. Brak jest sieci kanalizacji sanitarnej. Zabudowa kontrastuje z sąsiadującymi, zadbanymi terenami nad Jeziorem Maltańskim, które są popularnym celem spacerów mieszkańców Poznania i turystów.
Osiedle jako jednostka pomocnicza miasta zostało utworzone w 1994 r., a w 2010 r. włączono je do osiedla samorządowego Warszawskie-Pomet-Maltańskie.
Liczba mieszkańców nie jest dokładnie ustalona – szacuje się ją na około 700 osób (w 1994 r. było to 890).

## Dojazd
Dojazd zapewniają tramwaje MPK Poznań linii 6 i 8 (przystanek „Krańcowa”).